# Snow Park (Neuseeland)
Als Snow Park wird ein Areal in den Bergen zwischen den Criffle Range und den Pisa Range im Queenstown-Lakes District der Region Otago auf der Südinsel von Neuseeland bezeichnet, dass in den Jahren 2002 bis 2013 als Skigebiet genutzt werden konnte und als Wintersport-Funpark Möglichkeiten unter anderem für Freestyle-Skiing und Freestyle-Snowbording zur Verfügung stellte. Seit 2014 dient das Gebiet als Winter-Teststrecke für Kraftfahrzeuge.

## Geographie
Das Areal befindet sich rund 20 km südsüdwestlich von Wanaka und rund 37 km nordöstlich von Queenstown am 1545 m hohen Waiorau. Das Gebiet ist von der Cardrona Valley Road aus, die die kleine Siedlung Cardrona mit Wanaka verbindet, über eine rund 13 km lange Bergstraße mit vielen Serpentinen zu erreichen. Das gesamte Areal hat eine Ausdehnung von rund 4 km in Südwest-Nordost-Richtung und rund 3 km in Ost-West-Richtung und umfasst eine Fläche von rund 60 Hektar.

## Geschichte
Snow Park wurde im Jahr 2002 von der Familie des John Lee eröffnet und wurde als „first-class freestyle terrain park“ bezeichnet und von dem Ex-Snowboarder Frank Wells designed, der schon in den USA für die Winter-X-Games und Van’s Triple Crown verantwortlich zeichnete.
Später wurden Unterkünfte für eine Backpacker Lodge mit 50 Betten und Luxus-Appartements, mit Restaurant, Bar und Café geschaffen und der Park im Sommer als Dirt Park für Mountainbikers geöffnet. Doch die Rechnung ging für die Betreiberfamilie nicht auf. Aufgrund der starken Konkurrenz der umliegenden Skigebiete rechnete sich der Betrieb des Parks nicht. So entschied die Familie Lee im Jahr 2009, den Park inklusive des 2700 Hektar umfassenden umliegenden Lands, das über 60 Jahre im Besitz der Familie war, für 30 Millionen NZ$ zum Verkauf anzubieten.
Das Areal wurde von der Southern Hemisphere Proving Grounds, einem Unternehmen, das in Neuseeland Testgelände für Kraftfahrzeuge betreibt, gekauft.
Im Juni 2013 gab das Unternehmen bekannt, dass es den Snow Park ab dem Winter 2014 für immer schließen und das Areal nicht mehr der Öffentlichkeit zugänglich machen wolle und plane, den Park für internationale Ski- und Snowboard-Teams und Einzelne zu öffnen. Doch das Areal wurde als Winter-Teststrecke für Kraftfahrzeuge ausgebaut und wird seither entsprechend betrieben.